# Solenopsis virulens
Solenopsis virulens är en myrart som först beskrevs av Smith 1858.  Solenopsis virulens ingår i släktet eldmyror, och familjen myror. Inga underarter finns listade i Catalogue of Life.